# Лапя
Лапя (на сръбски: Лапја) е село в Босна и Херцеговина, разположено в община Требине, в ентитета на Република Сръбска. Населението му според преброяването през 2013 г. е 195 души, от тях: 184 (75,89 %) сърби, 3 (1,53 %) цигани, 2 (1,02 %) хървати, 1 (0,51 %) бошняк, 1 (0,51 %) мюсюлманин и 2 (1,02 %) неизяснени.

## Население
Численост на населението според преброяванията през годините:
- 1961 – 65 души
- 1971 – 50 души
- 1981 – 34 души
- 1991 – 34 души
- 2013 – 195 души